# Lemmus
Lemmus je málopočetný rod z podčeledi hrabošovitých a jedná se o jeden z rodu lumíků, další rody jsou třeba Dicrostonyx, monotypický rod Myopus, nebo rod Synaptomys. Jsou malí, obvykle žijí na Arktidě nebo v její blízkosti, v tundře.

## Popis

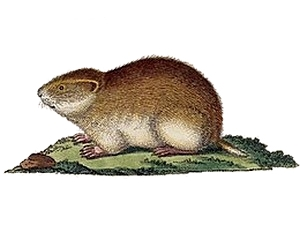
Lumík sibiřský

Lumíci váží od 30 do 112 g a jsou asi 7–15 cm dlouzí. Obvykle mají dlouhou, hebkou srst a velmi krátké ocasy. Jsou to býložravci, většinou se živí listy a výhonky, trávou a především rákosím, ale také kořínky a hlízami. Stejně jako u ostatních hlodavců rostou jejich řezáky postupně a umožňují jim přežít na mnohem drsnější potravě než by jinak bylo možné.
Lumíci nepřezimovávají přes krutou severskou zimu. Zůstávají aktivní; hledají potravu tím, že hrabou ve sněhu a využívají trávy, kterou si předtím uštípli a uskladnili. Jsou od přírody samotáři, scházejí se pouze k páření a poté si jdou opět svoji cestou, ale stejně jako všichni hlodavci i oni mají vysokou míru reprodukce a v dobrých sezónách se mohou rapidně rozmnožovat.

## Populace
Co se týče populace, pak bychom na nejvyšší čísla narazili u lumíků norských, ti jsou dle IUCN řazeni mezi málo dotčená, čili nechráněná zvířata. Vysokou populaci mají i lumíci sibiřští. Naopak nejméně informací máme o druhu Lemmus portenkoi. Tento druh někteří přírodovědci řadí i jako poddruh lumíka sibiřského.

## Druhy
- lumík amurský (Lemmus amurensis)
- lumík norský (Lemmus lemmus)
- Lemmus portenkoi
- lumík sibiřský (Lemmus sibiricus)
- Lemmus trimucronatus